# Dittaino vasútállomás
Dittaino vasútállomás egy vasútállomás Olaszországban, Szicília régióban, Enna megyében, Assoro településen. Forgalma alapján az olasz vasútállomás-kategóriák közül a bronz kategóriába tartozik.

## Vasútvonalak
Az állomást az alábbi vasútvonalak érintik:
- Catania–Agrigent-vasútvonal
- Dittaino–Caltagirone-vasútvonal
- Dittaino–Leonforte-vasútvonal